# Eurya amplexifolia
Eurya amplexifolia là một loài thực vật có hoa trong họ Pentaphylacaceae. Loài này được Dunn mô tả khoa học đầu tiên năm 1912.